# Etnoleto
Etnoleto é um idioma usado por uma certa etnia. O termo combina os conceitos de  grupo étnico e dialeto.
Exemplo: O inglês vernacular negro no contexto do inglês estadunidense é uma característica da comunidade afro-americana.
O termo foi utilizado pela primeira vez para descrever o inglês monolinguista dos descendentes dos imigrantes europeus em Buffalo, Nova Iorque.
Como não existem critérios universalmente aceitos para distinguir linguagens de dialetos, alguns estudiosos entendem o termo 'etnoleto como linguagem ou dialeto.